# Crocidura miya
La musaraña de cola larga de Sri Lanka (Crocidura miya) es una especie de mamífero eulipotiflo de la familia Soricidae. Es endémica de Sri Lanka.  